# Biškek
Biškek (kirgiško in rusko Бишкек) je glavno mesto Republike Kirgizistan, ki leži v Srednji Aziji. Biškek je tudi upravno središče regije Čuj (Chuy), ki obdaja mesto, čeprav samo mesto ni del te nje, temveč je ena od samostojnih regij v Kirgizistanu. Danes ima okoli 1.000.000 prebivalcev. V mestu živi preko 80 različnih narodnosti, zato je mednarodni pogovorni jezik praviloma ruščina.

## Zgodovina
Čeprav je mesto relativno mlado, so v okolici našli nekaj zanimivosti iz prazgodovine, grško-budističnega obdobja, obdobja srednjeazijskih kanatov in seveda sovjetskega obdobja.
Na območju današnjega Biškeka je bila na Svilni cesti vedno tradicionalna karavanska postaja. 
Leta 1825 je na tem mestu, kan iz Kokanda, zgradil trdnjavo. Rusi so jo leta 1862 preuredili v vojaško utrdbo in jo poimenovali Pišpek. V mesto so naselili ruske kmete. Leta 1897 je imel Pišpek le 6600 prebivalcev, ki so živeli v blatnih hišah. Po prihodu komunistov na oblast in ustanovitvi ZSSR, je bila v njeni sestavi leta 1926 ustanovljena Kirgiška ASSR. Mesto Pišpek je postalo njeno glavno mesto. Preimenovali so ga v Frunze, po sovjetskem ljudskem komisarju za vojsko Mihailu Frunzeju, tesnem Leninovem sodelavcu, rojenem v tem mestu. Frunze je igral ključno vlogo pri dogodkih v letih 1905 in 1917 in v ruski državljanski vojni v začetku leta 1920.
Sovjetska oblast je spodbujala industrijalizacijo in v mestu, ki je bilo u tradicionalno poljedelsko in živinorejsko, zgradila tovarne. Ukinila je nomadski način gospodarjenja in dotedanje nomade naseljevala v mestih, tudi v Frunzeju. Med 2. svetovno vojno so se v mesto preselile tovarne iz drugih vojnih območij. V mesto se je naselilo mnogo Rusov, ki so po vojni tvorili večinsko prebivalstvo.
Leta 1991, po razpadu ZSSR, postane Kirgizistan samostojna država. Frunze se preimenuje v Biškek in postane glavno mesto neodvisnega Kirgizistana. Večina Rusov se je izselila v Rusijo, tako da danes večinsko prebivalstvo predstavljajo Kirgizi. Mesto se modernizira in postaja poslovno in finančno središče Kirgizistana.

## Geografija
Biškek leži na severu Kirgizistana v bližini meje s Kazahstanom. Leži na nadmorski višini okoli 800 m, v podnožju gorovja Ala-Too ali širše Tjanšana (Tian Shan). V gorah, 40 km južno od mesta, se nahaja nacionalni park Ala-Arča (Ala-Archa). Skozi mesto teče reka Čuj (Chuy). Na severnem delu mesta leži nekaj umetnih jezer ter rodovitna in rahlo valovita stepa, kjer je razvito poljedelstvo in živinoreja.
Klima je kontinentalna z malo padavinami. Mesto ima poprečno 322 sončnih dni na leto. Poletja so topla in sušna z občasnimi nevihtami, tudi prašnimi, zime so hladne z malo snega in pogosto meglo. Poprečno pade do 440 mm padavin na leto.

## Znamenitosti
Mesto, ki je precej novo, ima pravilno strukturo ulic, ki so razporeje v smeri sever-jug in vzhod-zahod. Glavna ulica se imenuje avenija Čui po glavni reki v regiji (v sovjetskih časih je bil to Leninov Prospekt). Tukaj se nahajajo ministrstva, univerze, akademija znanosti in druge ustanove. Bulevar Erkindik ("svoboda") poteka od severa proti jugu, od glavne železniške postaje (Biškek II) do avenije Čui skozi muzejsko četrt. Pomembna je še ulica Džibek džolu (Svilna cesta), ki poteka v smeri vzhod-zahod.
Veliko je pomembnih zgradb iz časov Sovjetske zveze. Zgrajene so v tradicionalno sovjetski arhitekturi. Mesto ima tudi mnogo parkov in velja za zeleno mesto. Tukaj so tudi: Opera in balet, Kirgiško dramsko gledališče, Lutkovno gledališče, Državna filharmonija in druga gledališča. Nekatere znamenitosti so:
- Državni zgodovinski muzej, lociran na glavnem mestnem trgu Ala-Too.
- Državni muzej lepih umetnosti: v njem so razstavljeni predmeti Kirgiške tradicionalne rokodelske umetnosti.
- Muzej Frunze.
- Kip Ivana Panfilova, ki stoji v parku v bližini Bele hiše.
- Kip Mihaila Frunzeja, kot konjenik, stoji v velikem parku ob Bulevarju Erkindik nasproti železniške postaje.
- Kip Lenina še vedno stoji v centru mesta
- Železniška postaja, ki so jo leta 1946 gradili nemški vojni ujetniki.
- Vladna palača imenovana tudi "Bela hiša" je velika sedem nadstropna marmorna zgradba; včasih je bil sedež Komunistične partije Kirgiške SSR.
- Na trgu Ala-Too stoji spomenik neodvisnosti in kip Manasa v podobi konjenika (epska pesnitev o Manasu je ena najdaljših pesnitev na svetu); pred njim se tudi menjava straža.
- V zahodnem delu mesta leži velika in zelo slikovita tržnica, Osh bazaar.
- Edina rimsko katoliška cerkev v Kirgizistanu se nahaja na ulici Vasiljeva 197.

## Izobraževalne institucije
- Kirgiška mednarodna univerza
- Ameriška univerza v Srednji Aziji
- Univerza za humanistične vede Biškek
- Kirgiška državna medicinska akademija
- Mednarodna univerza Ataturk-Alatoo
- Kirgiška tehniška univerza
- Kirgiška državna Narodna univerza
- Kirgiška državna univerza Arabaev
- Kirgiška rusko-slovanska univerza
- Kirgiško-Ruska državna univerza
- Kirgiško-turška univerza Manas
- Kirgiška Uzbeška univerza
- Univerza za menedžment in dizajn Plato UMD

Poleg tega so v Biškeku še šole za priseljence:
- Evropska šola v Srednji Aziji
- Osnovna in srednja šola Hope akademy Biškek
- Mednarodna šola QSI Biškek
- Mednarodna šola Silk Road

## Promet

### Javni mestni prevoz
Javni prevoz je organiziran z avtobusi, trolejbusi in kombiji (v ruščini znani kot maršrutka). Mnogo je tudi taksijev.
V Biškeku še ni podzemne železnice, vendar mesto že razmišlja o projektiranju in gradnji le-te (Бишкекское лёгкое метро).

### Medkrajevni promet
V Biškeku sta dve glavni avtobusni postaji. Manjša stara Vzhodna Avtobusna postaja je predvsem terminal za minibuse za smeri v vzhodnem predmestju, kot so Kant, Tokmok, Kemin, Issyk Ata ali na mejni prehod Korday.
Linijam v druge dele države in za mednarodnim avtobusnim linijam (v Almaty v Kazahstanu ali Kašgar v Kitajski), je namenjena zahodna železniška in novejša avtobusna postaja.
En avtobusni terminal se nahaja tudi pri Dordoy bazarju in je namenjen severovzhodnemu delu mesta (od Sokuluka na zahodu do Tokmaka na vzhodu) ter trgovcem iz Kazahstana in Sibirije.

### Železnica
Od leta 2007 na železniško postajo v Biškek pripelje le nekaj vlakov na dan. Obstaja pa linija Biškek - Moskva.
Prav tako vozijo vlaki v Sibirijo (Novosibirsk in Novokuznetsk preko Almatyja ali Turksiba, proti Jekaterinburgu (Sverdlovsk) na Uralu, preko Astane). Ti vlaki so izjemno počasni zaradi dolgih postankov na mejah in posrednih prog do glavne linije.

### Zračni promet
Mednarodno letališče v Biškeku se imenuje Manas in se nahaja približno 25 kilometrov severozahodno od centra mesta.
Leta 2002 so ZDA pridobile pravico do uporabe tega letališča kot letalsko oporišče za vojaške operacije v Afganistanu in Iraku. Rusija je leta 2003 vzpostavila zračni most v Kantu, približno 20 kilometrov vzhodno od Biškeka. Stoji v kraju, kjer je bil nekoč sedež velike sovjetske vojaške šole za usposabljanje pilotov (eden od učencev je bil tudi Hosni Mubarak, kasnejši predsednik Egipta).

## Mednarodne povezave
Biškek ima uradne povezave (pobratena/sestrska mesta oz. mesta dvojčki) z naslednjimi mesti po svetu:
- Almati, Kazahstan
- Astana, Kazahstan
- Kazvin, Iran
- Colorado Springs, Colorado, ZDA, od leta 1994
- Meriden, Connecticut, ZDA, od leta 2005
- Ankara, Turčija
- İzmir, Turčija
- Ürümqi, Kitajska
- Minsk, Belorusija, od leta 2008